# Banda d'Alexander

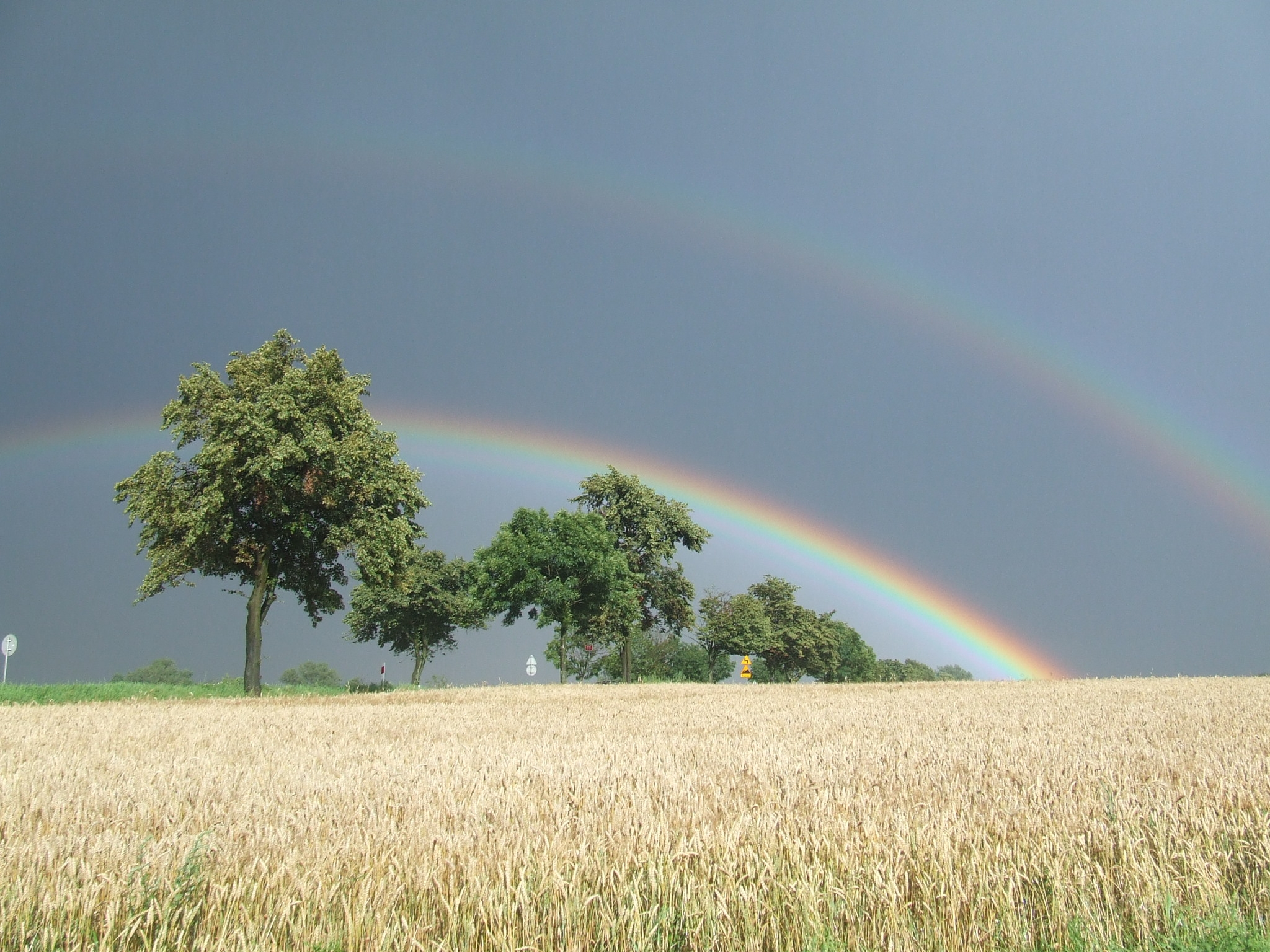
La banda d'Alexander s'observa com una franja fosca situada entre l'arc de Sant Martí primari (interior) i el secundari (exterior).

La banda d'Alexander o banda fosca d'Alexander és un fenomen òptic associat a l'arc de Sant Martí, anomenat en honor d'Alexandre d'Afrodísies, que fou el primer en descriure el fenomen l'any 200 dC. Al traçar la trajectòria dels rajos de llum que entren i surten -després de diferents reflexions i refraccions- de les gotes d'aigua per a formar els arcs de Sant Martí, s'observa que existeix una franja entre l'arc primari i el secundari on els rajos de llum no poden arribar als ulls de l'observador. Ambdós arcs existeixen a causa de l'angle de desviació mínima: l'índex de refracció de l'aigua impedeix que la llum es desviï en angles menors.
L'arc de Sant Martí tan sols s'observa quan l'angle de visió de l'observador es correspon a la situació en què la llum és reflectida -al sortir de les gotes d'aigua- en les condicions de mínima desviació.
- L'angle de desviació mínima per l'arc de Sant Martí primari és 137,5°. La llum pot ser desviada fins a 180°, causant que aquesta retorni reflectida a l'observador. La llum que és desviada a angles intermedis, no forma l'arc primari però s'observa com una àrea de més brillantor a l'interior de l'arc de Sant Martí primari.
- L'angle de desviació mínima per l'arc de Sant Martí secundari és d'aproximadament 230°. En aquest cas l'angle és superior als 180° i, per tant, l'arc secundari és una versió capgirada del primari: els colors es troben invertits. La llum que és desviada a angles més grans, no forma l'arc secundari però s'observa com una àrea de més brillantor a l'exterior de l'arc de Sant Martí secundari. Els rajos que formen l'arc secundari pateixen dues reflexions internes (a diferència del primari), motiu pel qual l'arc secundari és més dèbil que el primari, ja que a cada reflexió es perd una mica de llum.[5]
- Entre els arcs primari i secundari, existeix l'àrea coneguda com a banda d'Alexander, on la llum reflectida per les gotes d'aigua no arriba a l'observador, resultant en una franja de cel fosca. Això, però, no vol dir que les gotes situades en aquesta zona del cel no puguin contribuir a generar un arc de Sant Martí vist per un observador diferent al primer des d'un punt de vista diferent.

|  |  |